# Visconde do Rio Branco
Pour les articles homonymes, voir Visconde do Rio Branco (homonymie).
Visconde do Rio Branco est une municipalité brésilienne de l'État du Minas Gerais et la microrégion d'Ubá.

## Maires
| Période | Période | Identité              | Étiquette | Qualité |
| ------- | ------- | --------------------- | --------- | ------- |
| 2009    | 2012    | João Antônio de Souza | PSDB      |         |